# جينادي شخيدزه
جينادي شخيدزه (بالجورجية: გენნადი ჩხაიძე) (من مواليد 19 يونيو 1974 في تبليسي) هو مصارع يوناني-روماني من جورجيا وقيرغيزستان وأوزبكستان.
شارك في دورة الألعاب الآسيوية 2006 في الدوحة، قطر.

## روابط خارجية
- جينادي شخيدزه على موقع قاعدة بيانات المصارعة الدولية (الإنجليزية)
- جينادي شخيدزه على موقع أوليمبيديا (الإنجليزية)